# Portugal i olympiska sommarspelen 1948
Portugal deltog med 48 deltagare vid de olympiska sommarspelen 1948 i London. Totalt vann de en silvermedalj och en bronsmedalj.

## Medaljer

### Silver
- Duarte de Almeida Bello och Fernando Pinto Coelho Bello - Segling, Swallow.

### Brons
- Fernando Paes, Francisco Valadas och Luis Mena e Silva - Ridsport, dressyr.